# Aymo von Grandson
Aymo von Grandson († 21. Oktober 1262) war von 1215 bis 1260 Bischof von Genf. Aymo entstammt dem begüterten Adelsgeschlecht der Herren von Grandson in der nordwestlichen Waadt. Sein Vater war Ebald IV., Herr von Grandson.
Aymo war 1209 Domherr in Lausanne, 1210 Subdiakon und von 1210 bis 1215 Kantor des Domkapitels von Lausanne. Ab 1215 ist Aymo als Bischof von Genf belegt. Er sicherte die Macht seiner Diözese durch die Errichtung der Burgen von l’Ile (Genf), Jussy, Malval, Peney und Thiez gegen die Herren von Faucigny und durch die Expansion der Grafschaft Savoyen. Im Vertrag von Designy (1219) verbündete er sich mit dem Grafen von Genf.
Der Papst leitete 1227 eine Untersuchung gegen Aymo ein, der der Vernachlässigung seiner religiösen Pflichten und eines weltlichen Lebenswandels bezichtigt wurde. Er trat 1260 von seinem Amt zurück und starb zwei Jahre später.